# Cheiracanthium crucigerum
Espèce
Cheiracanthium crucigerum est une espèce d'araignées aranéomorphes de la famille des Cheiracanthiidae.

## Distribution
Cette espèce est endémique de l'île Norfolk.

## Description
La carapace de la femelle holotype mesure 2,5 mm sur 2,1 mm et son abdomen 4,5 mm sur 2,6 mm.

## Publication originale
- Rainbow, 1920 : Arachnida from Lord Howe and Norfolk Islands. Records of the South Australian Museum, vol. 1, p. 229-272 (texte intégral).